# Ali Lmrabet
Ali Lmrabet (àrab: علي المرابط, ʿAlī l-Mrābiṭ) (Tetuan, 30 de desembre de 1959) és un diplomàtic, periodista, escriptor i professor marroquí, famós per la seva activitat pionera en el camp de la premsa lliure al Marroc i pel fet d'haver estat represaliat per l'Estat marroquí a causa de la seva activitat i les seves opinions.

## Biografia
És el major d'una família de 12 germans d'origen rifeny. Al Tetuan natal va aprendre a parlar castellà, francès i, per descomptat, l'àrab. El seu pare va lluitar en el bàndol franquista en la guerra civil espanyola, la qual cosa va encuriosir l'Ali per les relacions hispano-marroquines durant l'època del Protectorat, tema d'una tesi doctoral encara inacabada.
Va estudiar en una escola de l'Aliança Israelita Universal, xarxa d'escoles per a nens jueus que també subvencionava els estudis de nens musulmans de mitjans humils. Després va fer el batxillerat a Meknès i Rabat, abans de marxar a París per estudiar literatura i administració d'empreses a la Sorbona, universitat en la qual va ser professor ajudant.
Abans de dedicar-se al periodisme va ser diplomàtic. Durant dos anys, a principis dels anys 90, va ser segon de l'ambaixada del Marroc a Buenos Aires, d'on va ser destinat a un càrrec d'escassa responsabilitat a Rabat després d'haver denunciat les pràctiques corruptes de l'ambaixador. Estant en aquest últim càrrec, un amic periodista de la publicació Le Quotidien du Maroc li va proposar encarregar-se d'una petita columna al diari; d'aquesta manera va començar la seva activitat periodística. El 1997 va començar a col·laborar amb el setmanari La Vie économique, publicació pionera que lluitava per mantenir certa independència crítica, cosa fins llavors desconeguda al país, en el context de la relativa obertura política que va acompanyar a la liquidació dels anomenats anys de plom. D'aquí va passar a una altra publicació encara més compromesa en aquest sentit, Le Journal, periòdic que va liderar la lluita per obtenir nous espais de llibertat d'expressió en el regne alauita. Ali Lmrabet va ser l'autor d'algunes fites com l'entrevista a Benjamin Netanyahu, primera realitzada en un país àrab a un mandatari israelià, o l'entrevista a Malika Oufkir, filla del general Mohammed Oufkir, que va estar vint anys desapareguda junt amb la resta de la seva família en una presó secreta en el desert com a venjança de Hassan II per la implicació del seu pare en un intent de cop d'Estat el 1973, així com altres dedicades als anys de plom o al tema del Sàhara Occidental, qüestions sobre els quals fins llavors s'havia guardat silenci i que contribuirien a treure-les al debat públic. Dimiteix del seu càrrec el 1999, quan el mateix periòdic li nega la publicació d'un article (que apareixerà en una publicació francesa, Courrier International), on qüestionava la voluntat reformista del nou monarca Mohammed VI.
L'11 de març de 2000 crea una nova publicació, Demain, amb un format nou al Marroc tant pel seu disseny com pel seu contingut, amb predomini de les qüestions polítiques, que el seu objectiu és, segons afirma l'editorial del seu primer nombre:
| « | Informar sense caure en la autocensura, analitzar sense caure en la inquisició, innovar amb apassionament, romandre en l'avantguarda i perseguir la transparència en aquesta època de canvis. […] Perquè, en el nostre opinió, ha acabat l'època en què, per motius vàlids o no, la llibertat d'informació era sinònim de subversió i d'atacs a la seguretat de l'Estat. | » |

La revista, no obstant això, serà tancada el 2 de desembre d'aquest mateix any pel govern del socialista Abderrahmane Youssoufi. El seu delicte és haver publicat una cosa que havia aparegut en altres mitjans de comunicació, les revelacions d'un veterà polític que impliquen al partit del primer ministre, la USFP, en l'intent de cop d'Estat de 1971; el govern aprofita per tancar una publicació incòmoda, al costat de la qual cauen també Le Journal i la seva versió àrab, Aṣ-Ṣaḥīfa. Durant la seva curta vida, Demain va sobreviure gràcies a l'ajuda econòmica dels seus lectors, ja que els anunciants van ser cada vegada més escassos, a causa de la por que inspirava el to crític de la revista.
El 20 de gener de 2001 apareix Demain magazine, una publicació més pobra, en blanc i negre, amb notícies més curtes i preu assequible, que té la característica de ser el primer setmanari satíric francòfon del país. Demain magazine viurà de les seves vendes, sense publicitat alguna, i tindrà gran èxit a causa del seu caricaturización de personatges de la classe política, alguna cosa que va incomodar en general profundament als caricaturitzats, la qual cosa es va traduir en tires i afluixes amb la censura i els tribunals. En la tardor de 2002 es crea una revista bessona en llengua àrab, Dumān (Doumane en la seva transcripció francesa), arabització fonètica de la paraula francesa demain, que té una major qualitat que Demain magazine i que arriba a un públic molt més ampli, per la qual cosa també serà major el nombre dels seus enemics i sofrirà majors pressions. El 21 de maig de 2003, Ali Lmrabet és condemnat a quatre anys de presó, després rebaixada la pena a tres, a causa dels articles (informava que hi havia la possibilitat que el rei volia vendre el palau real de Skhirat, al sud de Rabat), i caricatures publicades per Doumane. En protesta va iniciar una dura vaga de fam, al mateix temps que s'inicia una campanya internacional pel seu alliberament. Després d'un indult del monarca surt de presó el gener de 2004.
En general, la labor periodística de Lmrabet ha estat pionera en tant que ha creuat decididament les línies que durant dècades han delimitat l'escàs espai de llibertat de premsa al Marroc, analitzant sense embuts diversos aspectes de la vida política i tocant temes habitualment travessats per la censura o la autocensura: la corrupció, la situació de misèria del Rif (abandonat per Hassan II en càstig per les simpaties autonomistes de la seva població), la situació dels presoners marroquins del Front Polisario (que no han pogut tornar al Marroc perquè el seu Estat no reconeix que l'enemic hagi fet presoners), els casos de desaparicions i tortures, o l'emigració clandestina (Lmrabet va creuar l'estret de Gibraltar clandestinament al costat d'altres emigrants per conèixer de prop el tema de les pasteres).
Lmrabet viu el 2005 a cavall entre Marroc i l'Estat espanyol: a l'abril d'aquest any l'Estat alauí li va prohibir exercir la seva professió al Marroc durant deu anys, a causa d'haver declarat al setmanari Al-Mustaqil que els saharauis de Tinduf són refugiats i no segrestats pel Front Polisario, com històricament ha sostingut la propaganda marroquina. Lmrabet va ser multat amb 50.000 dirhams (uns 5.000 euros).

## Premis i reconeixements
En ocasió del Dia Mundial de la Llibertat de Premsa de 2014, Ali Lmrabet va ser presentat per Reporters sense Fronteres com un dels "100 herois de la informació" en una llista amb 100 noms de periodistes de tot el planeta. En 2015 va tornar a posar-se en vaga de fam quan les autoritats marroquines li negaren el passaport.
El 2019, Ali Lmrabet va guanyar el Premi Veu Lliure que atorga cada any el PEN Català coincidint amb els actes del Dia Internacional de l'Escriptor Perseguit, que se celebra el 15 de novembre. L'atorgament del premi va tenir lloc al casal Can Alcover de Palma. Lmrabet fou guardonat en reconeixement «de la seva aferrissada defensa de la llibertat d'expressió al Marroc, especialment en el camp de la premsa escrita», fet pel qual Lmrabet va ser condemnat a tres anys de presó, però fou indultat el 2004. Tot i això, el 2005 se li prohibí l'exercici de la seva professió al Marroc.